# Jérémy Cornu
Jérémy Cornu (Lisieux, 7 augustus 1991) is een Frans wielrenner die anno 2018 rijdt voor Direct Énergie.

## Carrière
Op 15 september 2015 werd bekend dat Cornu, net als zijn land- en teamgenoten Lilian Calmejane, Romain Cardis en Fabien Grellier, een contract had getekend bij Direct Énergie, de opvolger van Team Europcar. In mei 2017 behaalde Cornu zijn eerste UCI-zege: hij won de eerste etappe van de Ronde van Rhône-Alpes Isère. De leiderstrui die hij daaraan overhield moest hij na de derde etappe afstaan aan Marco Minnaard.

## Overwinningen
2017
1e etappe Ronde van Rhône-Alpes Isère
2018
3e etappe Circuit des Ardennes

## Ploegen
- 2014 –  Team Europcar (stagiair vanaf 1-8)
- 2016 –  Direct Énergie
- 2017 –  Direct Énergie
- 2018 –  Direct Énergie

Arashiro · Berhane · Bernaudeau · Coquard · Cousin · Craven · Duchesne · Engoulvent · Gautier · Gène · Guillemois · Hurel · Jeandesboz · Jérôme · Kern · Lamoisson · Malacarne · Martinez · Méderel · Nauleau · Pichot · Quéméneur · Reza · Rolland · Sicard · Thurau · Tulik · Voeckler · Cardis (stagiair) · Cornu (stagiair) · Krainer (stagiair)
Anderson · Boudat · Calmejane · Cardis · Chavanel · Coquard · Cornu · Duchesne · Gène · Grellier · Guillemois · Hurel · Jeandesboz · Morice · Nauleau · Petit · Pichot · Quéméneur · Sicard · Thévenot · Tulik · Voeckler · Gaillard (stagiair) · Ourselin (stagiair) · Sellier (stagiair)
Anderson · Boudat · Calmejane · Cardis · Chavanel · Coquard · Cornu · Duchesne · Gène · Grellier · Guillemois · Hivert · Hurel · Jeandesboz · Morice · Nauleau · Ourselin · Petit · Pichot · Quéméneur · Sicard · Tulik · Voeckler · Burgaudeau (stagiair) · Maitre (stagiair) · Orceau (stagiair)
Boudat · Calmejane · Cardis · Chavanel · Cornu · Cousin · Gaudin · Gène · Grellier · Hivert · Journiaux · Nauleau · Ourselin · Petit · Pichot · Quéméneur · Sellier · Sicard · Taaramäe · Tulik · Gaillard (stagiair) · Orceau (stagiair) · Rivière (stagiair) 